# 오사와토미 전투
오사와토미 전투(Battle of Osawatomie)는 1856년 8월 30일 미합중국 캔자스 준주에서 발생했던 사건이다. 존 W. 레이드와 마빈 화이트가 이끄는 250명~300명의 보더 러피안이 오사와토미 시를 습격한 사건이다. 존 W. 레이드는 자유주 개척촌을 파괴하고, 그 다음엔 토피카와 로렌스로 가서 약탈을 할 예정이었다. 존 브라운은 아들 프레드릭이 총격을 당했을 때 그들이 오고 있다는 것을 알게 되었다. 브라운과 40여명의 사람들이 노예 제도 찬성론자들의 습격을 방어하려고 시도하여 철수할 때까지 많은 사상자가 발생했다. 오사와토미 타운은 당시 약탈당하고, 불태워졌다. 이것은 피의 캔자스로 알려지게 될 노예 제도 폐지론자와 찬성론자 사이의 연속된 분쟁 중의 하나였다.

## 군인들의 기념탑
1877년 8월 30일 헌정된 군인들의 기념탑은 오사와토미 전투에서 사망한 사람들을 기념하기 위해 친구들과 친척들이 비용을 지불한 기념물이다. 사망자들의 명단이 적혀 있고, 그 명단에는 프레드릭 브라운, 조지 W. 패트리지, 데이빗 게리슨, 테론 파커 파워즈, 찰스 카이저가 올라가 있다. 찰스 카이저를 제외한 이 사람들은 그 기념탑 아래에 매장되었다. 존 브라운의 이름도 또한 이 기념탑에 보이고 있지만, 그는 뉴욕의 노스 엘바에 묻혔다.

## 같이 보기
- 블랙잭 전투